# 隈部親永
隈部 親永（くまべ ちかなが）は、戦国時代の肥後国の国人。隈部氏の28代当主と称するが、詳細は不明である。肥後国山鹿郡永野城主。当時の隈部氏は、大友氏による菊池義武擁立に協力して以来、同氏に属していたが、天正元年（1573年）に父・親家が退隠すると大友傘下の旧菊池氏家臣団の中心人物となった。また隈部忠直同様に内田八幡宮に寄付を行った。

## 経歴

### 赤星氏との抗争
当時の肥後北部は、大友氏支配の下で城氏・赤星氏・隈部氏ら旧菊池家臣が統治していたが、その中で親永と赤星親家が主導権を争い、領土問題も絡んで対立が深まった。永禄2年（1559年）には、侵攻してきた赤星親家を合勢川の戦いで破った。敗退した赤星氏が大友氏に援助を求めたため、親永はこれに対抗して肥前国の龍造寺隆信と結んだ。天正6年（1578年）11月に耳川の戦いで大友氏が大敗すると、龍造寺氏の肥後侵攻に加担した。
天正8年（1580年）3月、城親賢らと大友方の阿蘇氏を攻めたが、阿蘇氏重臣の甲斐宗運によって白川亘過瀬において撃退された。7月末、江上家種率いる龍造寺勢と共同で赤星統家（親家の子）の配下の星子中務廉正が拠る長坂城を攻める。赤星統家の叔父・合志親賢による救援軍を破り、8月2日に星子廉正を自刃させて長坂城を攻略、族臣の有働兼元を城番とした。翌9年（1581年）、龍造寺政家が赤星氏の本拠隈府城を攻略すると、同城の支配を任される。
この頃、本拠を永野城から隈府城に移し、また子の隈部親泰を城村城に入れる。所領は明確でないが菊池・山鹿・山本の三郡に及んだ。また菊池旧臣と盛んに婚姻関係を結んで勢力を拡大させた。
天正12年（1584年）3月、沖田畷の戦いで同盟者の龍造寺隆信が戦死する。肥後における龍造寺氏の勢力は急速に衰え、同年8月に島津氏が肥後北部に侵攻してくると、9月には人質を出してこれに降った。

### 国衆一揆
天正15年（1587年）3月に豊臣秀吉の九州征伐が始まると、他の肥後国人同様に秀吉に恭順した。しかし所領は大幅に減らされた。
同年6月、佐々成政が肥後一国の領主に任命され、肥後国人はその与力に組み込まれることになった。成政が差出検地を行おうとすると、これを領知権の侵害として秀吉の朱印状を盾に拒否し、7月には隈府城に籠城した。8月6日、成政が自ら六千の兵力で隈府城を攻めると、同城を放棄して城村城に移る。
国人衆の多くが呼応して挙兵したため、成政は独力で一揆勢を鎮圧することができず、秀吉に援軍要請を行った。九州を唐入りの兵站基地と位置づけていた秀吉は、早期解決を図って九州・四国の大名を総動員して一揆勢を攻撃した。同年末には安国寺恵瓊の勧めで城村城を開け渡し、同時期に田中城も陥落して一揆は鎮圧された。降伏後は筑後国の立花宗茂に預けられ、側近と共に柳川城黒門前で放し討ち（果たし合いによる処刑）にされた。

## 評価
熊本県の無形文化財である肥後琵琶の演目「菊池崩れ」は、親永を菊池氏に対する不忠不義の臣として描いている。

## 銅像
平成21年（2009年）5月15日、熊本県山鹿市菊鹿町に残る隈部氏館跡（永野城跡）が国指定の史跡になることが発表された（正式指定は7月）。
これを記念して、山鹿市で隈部親永の銅像を建立する計画が行われ、平成22年（2010年）に山鹿市菊鹿町あんずの丘で着工した。平成23年（2011年）に完成し、11月26日除幕式が行われた。像の高さは5メートル、台座をあわせると10メートルで、本妙寺の清正公像と並び県内最大級の武士像という。